# Subaru XT
Subaru XT, XT6, Vortex lub Alcyone – dwudrzwiowe coupé sprzedawane w latach 1985 – 1991. Nazwy Alcyone używano w Japonii, Vortex w Australii oraz Nowej Zelandii, XT bądź XT6 na terenie Północnej Ameryki oraz Europy. Na wszystkich rynkach samochód dostępny był z napędem przednim lub z AWD, zależnie od roku produkcji. Do napędu służyły silniki o przeciwległych cylindrach. Na uwagę zasługuje silnik H6 (er27) pierwsza na świecie 6-cyl. jednostka chłodzona cieczą, oraz fakt iż współczynnik oporu powietrza w XT-kach, Cx=0,29, był swego czasu najmniejszy na świecie, konstruktorzy starali się nawiąza wyglądem auta do samolotu na zewnątrz jak i w środku. Niektóre modele były wyposażone w pneumatyczne zawieszenie, systemy LSD oraz Difflock.
Nazwa Alcyone pochodzi od najjaśniejszej gwiazdy w Plejadach, na których opiera się wygląd loga Subaru.
Następcą modelu został w 1992 Subaru SVX.

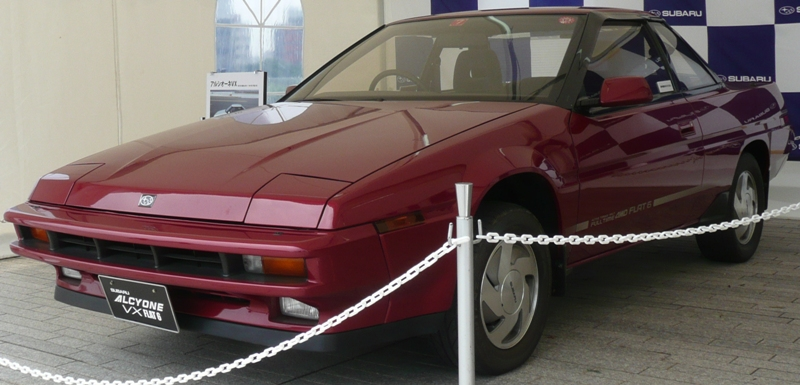
Subaru XT

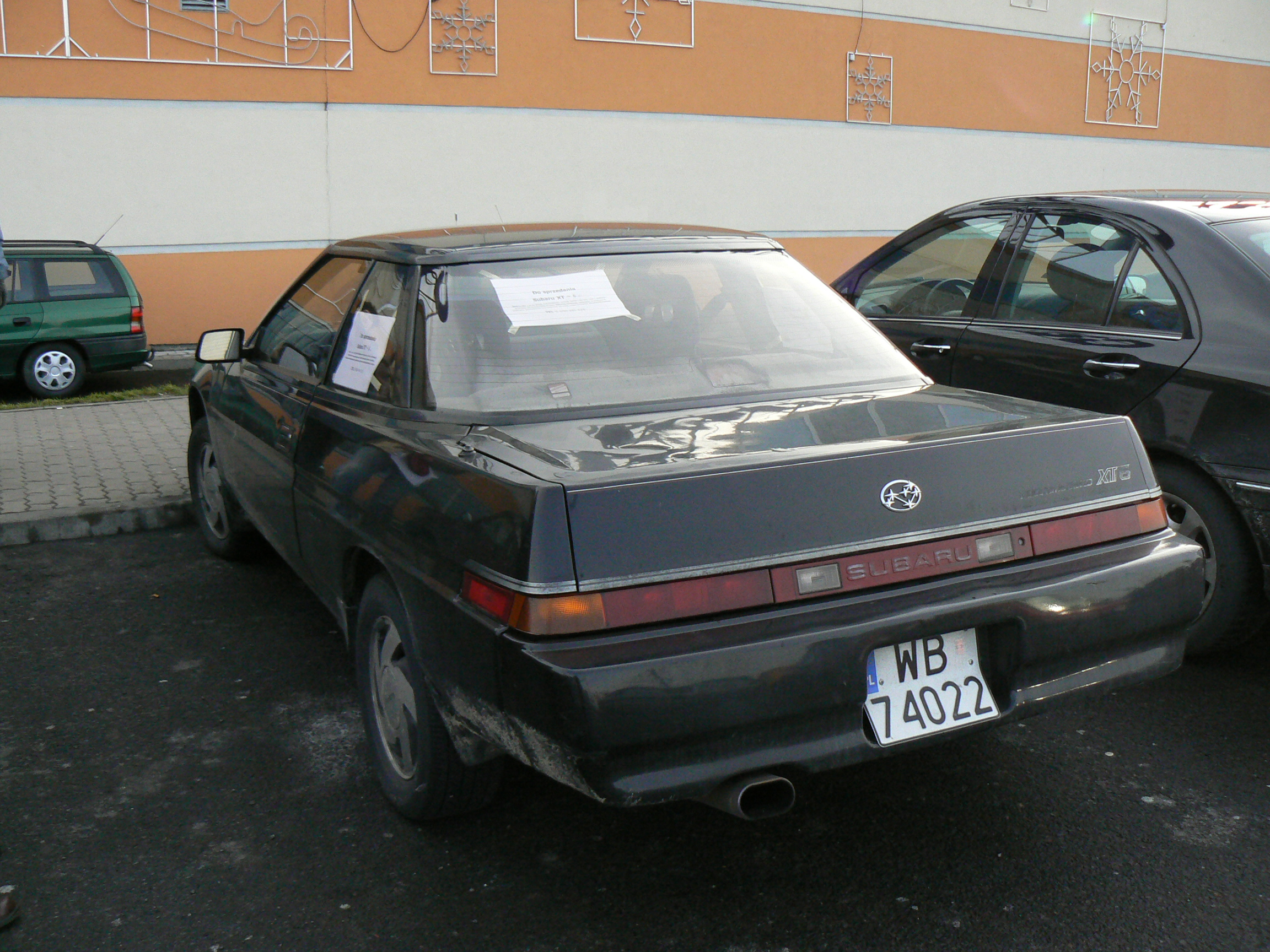
Subaru XT - tył nadwozia